# سیمانکاس
سیمانکاس (به اسپانیایی: Simancas) یک شهرستان در اسپانیا است که در استان وایادولید واقع شده‌است.

## خصوصیات
سیمانکاس ۴۲٫۵۳ کیلومترمربع مساحت و ۵٬۲۹۱ نفر جمعیت دارد و ۷۲۵ متر بالاتر از سطح دریا واقع شده‌است.